# Câmara Municipal de Lagos

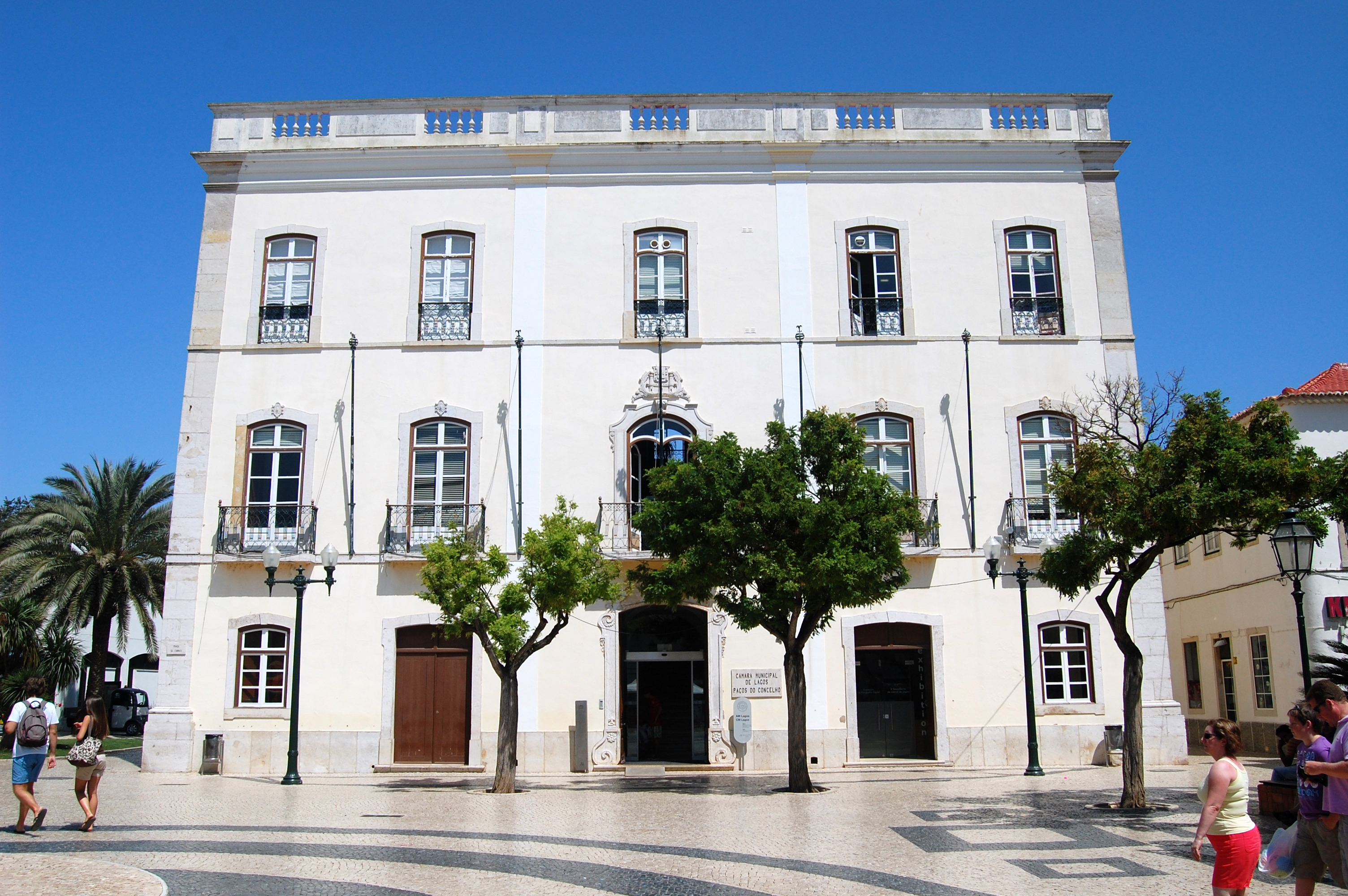
Antigo edifício dos Paços do Concelho de Lagos

A Câmara Municipal de Lagos é o orgão executivo do concelho com o mesmo nome, no Distrito de Faro, em Portugal.